# دو اشتباه حق را درست نمی‌کند
در بلاغت و اخلاق،"دو اشتباه حق را ایجاد نمی‌کند" و "دو اشتباه سبب ایجاد حق نمی‌شود" عبارت‌هایی هستند که هنجارهای فلسفی را نشان می‌دهند.
«دو اشتباه سبب ایجاد حق می‌شود» به عنوان یک مغالطه ربط تلقی می‌شود که در آن ادعای اشتباه با ادعای اشتباه دیگری هم سنجی می‌شود و نتیجه ای درست گرفته می‌شود؛ «دو اشتباه حق را ایجاد نمی‌کند» ضرب‌المثلی است که برای توبیخ یا کنارگذاشتن رفتار نادرست به عنوان پاسخی به اشتباهات دیگران استفاده می‌شود.

## نمونه‌ها
نمونه ۱:
گوینده یک: شما نباید از کارفرمای خود اختلاس کنید؛ این خلاف قانون است.
گوینده دو: کارفرمای من در مالیات‌های خود تقلب می‌کند؛ این هم خلاف قانون است.
نمونه ۲:
گوینده یک: رئیس‌جمهور ویلیامز در کنگره شهادت دروغ، به زبان آورد؛ او نباید این کار را انجام بدهد.
گوینده دو: اما شما این واقعیت را نادیده می‌گیرید که رئیس‌جمهور رابرت در کنگره شهادت دروغ گفت!